# ليونارد كاربنتر (مجدف)
ليونارد كاربنتر (بالإنجليزية: Leonard Carpenter)‏ هو مجدف أمريكي، ولد في 28 يوليو 1902 في منيابولس في الولايات المتحدة، وتوفي بنفس المكان في 15 مايو 1994.

## وصلات خارجية
- ليونارد كاربنتر على موقع الاتحاد الدولي للتجديف (الإنجليزية)
- ليونارد كاربنتر على موقع اللجنة الأولمبية الدولية (الإنجليزية)
- ليونارد كاربنتر على موقع أوليمبيديا (الإنجليزية)